# 銀ちゃんの恋
『銀ちゃんの恋』（ぎんちゃんのこい）は宝塚歌劇団によって制作された舞台作品。1996年の形式名は「バウ・プレイ」。1996年と2008年は2幕。原作はつかこうへい・作『蒲田行進曲』より。潤色・演出は石田昌也。

## 公演期間と公演場所

### 月組
- 1996年6月1日 - 6月15日　宝塚バウホール[1]
- 1996年8月7日 - 8月14日　日本青年館（東京特別公演）[1]

### 花組
- 2008年10月3日 - 10月15日　シアター・ドラマシティ[3]
- 2008年10月20日 - 10月27日　日本青年館[4]

### 宙組
- 2010年9月4日 - 9月26日　全国ツアー[5]

#### 公演場所
- 9月4日・5日　梅田芸術劇場・メインホール（大阪府）
- 9月7日　伊勢崎市文化会館（群馬県）
- 9月8日　川口総合文化センター（埼玉県川口市）
- 9月9日　武蔵野市民文化会館（東京都）
- 9月11日・12日　中京大学文化市民会館（オーロラホール）（愛知県名古屋市）
- 9月14日　北上・さくらホール（岩手県北上市）
- 9月16日・17日　ニトリ文化ホール（旧・北海道厚生年金会館）（北海道札幌市）
- 9月19日・20日　イズミティ21（宮城県仙台市）
- 9月22日・23日　秋田市文化会館（秋田県）
- 9月25日・26日　グリーンホール相模大野（神奈川県相模原市）

### 花組
- 2021年8月16日 - 8月24日　KAAT神奈川芸術劇場[6]
- 2021年9月2日 - 9月10日　シアター・ドラマシティ[6]

## ストーリー
※宝塚100年史の1996年の月組宝塚バウホール公演を参考にした。
自己中心的な俳優の倉岡銀四郎が、恋人の小夏に子供ができたため、小夏に憧れる大部屋俳優の平岡安次と小夏を無理矢理結婚させようとするところから、物語は始まる。3人の人間模様がテンポの良い台詞に乗って展開する作品。

## スタッフ（1996年・月組）
※宝塚・東京共通
- 作曲・編曲：高橋城・甲斐正人
- 振付：尚すみれ・前田清実
- 殺陣：菅原俊夫
- 装置：大橋泰弘
- 衣装：有村淳
- 照明：安藤俊雄
- 演出助手：植田景子
- 音楽助手：渡辺篤紀
- 装置補：広森守
- 舞台進行：山崎芳雄
- 録音演奏：宝塚ニューサウンズ
- 制作：佐分孝

## 出演者一覧

### 1996年・月組
※宝塚歌劇90年史の57ページを参考にした。
- 邦なつき
- 葵美哉
- 旭麻里
- 久世星佳
- 暁なぎさ（宝塚のみ）
- 真山葉瑠
- 高千穂舞（宝塚のみ）
- 卯城薫
- 松波美鶴
- 甲斐千ひろ（宝塚のみ）

- 木南あづさ
- 汐風幸
- 一紗まひろ
- 美郷真也
- 花丘美幸
- 山吹紗世
- 逢原せりか
- 風花舞
- 樹里咲穂
- まほろば遊

- 大空祐飛
- 大鷹つばさ
- 華月あや（宝塚のみ）
- 南城ひかり
- あゆら華央
- 華景みさき
- 大和悠河
- 高翔みず希（東京のみ）
- 城華阿月（東京のみ）
- 華路ゆうき（東京のみ）
- 檀れい（東京のみ）

### 2008年・花組
※宝塚歌劇団・公式ページを参照した。
- 眉月凰
- 大空祐飛
- 悠真倫
- 華形ひかる
- 真野すがた
- 紫峰七海
- 初姫さあや
- 日向燦
- 白鳥かすが
- 紫陽レネ

- 夕霧らい
- 聖花まい
- 華耀きらり
- 雫花ちな
- 望海風斗
- 嶺乃一真
- 初輝よしや
- 煌雅あさひ
- 梅咲衣舞
- 瞳ゆゆ

- 野々すみ花
- 輝良まさと
- 真瀬はるか
- 鞠花ゆめ
- 月野姫花
- 菜那くらら
- 桜帆ゆかり

専科
- 邦なつき

### 2010年・宙組
※宝塚歌劇団・公式ページを参照した。
- 寿つかさ
- 大空祐飛
- 天羽珠紀
- 悠未ひろ
- 北翔海莉
- 風莉じん
- 春風弥里
- 花露すみか
- 妃宮さくら
- 愛花ちさき

- 七海ひろき
- 千鈴まゆ
- 風羽玲亜
- 光海舞人
- 天風いぶき
- 野々すみ花
- 花里まな
- 舞花くるみ
- すみれ乃麗
- 松風輝

- 月映樹茉
- 星吹彩翔
- 愛白もあ
- 瀬音リサ
- 結乃かなり
- 夢涼りあん
- 愛月ひかる
- 桜音れい
- 星月梨旺
- 春瀬央季

- 彩花まり
- 桜木みなと
- 涼華まや
- 七生眞希

専科
- 邦なつき

### 2021年・花組
※宝塚歌劇団・公式ページを参照した。
- 美風舞良
- 航琉ひびき
- 舞月なぎさ
- 水美舞斗
- 真鳳つぐみ
- 紅羽真希
- 雛リリカ
- 飛龍つかさ
- 峰果とわ
- 帆純まひろ

- 春矢祐璃
- 糸月雪羽
- 和礼彩
- 龍季澪
- 翼杏寿
- 涼香希南
- 侑輝大弥
- 桜月のあ
- 涼葉まれ

- 希波らいと
- 琴美くらら
- 都姫ここ
- 珀斗星来
- 愛蘭みこ
- 礼哉りおん
- 星空美咲
- 稀奈ゆい

専科
- 京三紗
- 悠真倫

## 主な配役
|                              | 1996年月組                                                         | 2008年花組                                | 2010年宙組                        | 2021年花組                         |
| ---------------------------- | ------------------------------------------------------------------ | ----------------------------------------- | --------------------------------- | ---------------------------------- |
| 倉岡銀四郎（銀ちゃん）       | 久世星佳                                                           | 大空祐飛                                  | 大空祐飛                          | 水美舞斗                           |
| 水原小夏                     | 風花舞                                                             | 野々すみ花                                | 野々すみ花                        | 星空美咲                           |
| 平岡安次（ヤス）             | 汐風幸                                                             | 華形ひかる                                | 北翔海莉                          | 飛龍つかさ                         |
| ヤスの母                     | 邦なつき                                                           | 邦なつき                                  | 邦なつき                          | 京三紗                             |
| 専務                         | 葵美哉                                                             | 眉月凰                                    | 悠未ひろ                          | 航琉ひびき                         |
| 監督                         | 真山葉瑠                                                           | 悠真倫                                    | 寿つかさ                          | 悠真倫                             |
| 橘                           | 樹里咲穂                                                           | 真野すがた                                | 春風弥里                          | 帆純まひろ                         |
| カメラマン                   | 卯城薫                                                             | 紫峰七海                                  | 天風いぶき                        | 紅羽真希                           |
| スポンサー                   | あゆら華央 大和悠河                                                | 紫峰七海                                  | 風羽玲亜                          | 舞月なぎさ                         |
| 女秘書                       | -                                                                  | 初姫さあや                                | 愛花ちさき                        | 美風舞良                           |
| トメ                         | 美郷真也                                                           | 日向燦                                    | 風莉じん                          | 峰果とわ                           |
| 助監督                       | 一紗まひろ                                                         | 白鳥かすが                                | 天羽珠紀                          | 希波らいと                         |
| マネージャー                 | 松波美鶴                                                           | 紫陽レネ                                  | 七生眞希                          | 礼哉りおん                         |
| 池田屋                       | 葵美哉                                                             | 紫陽レネ                                  | 桜木みなと                        | 龍季澪                             |
| マコト                       | まほろば遊                                                         | 夕霧らい                                  | 七海ひろき                        | 翼杏寿                             |
| 女医                         | 山吹紗世                                                           | 聖花まい                                  | 瀬音リサ                          | 真鳳つぐみ                         |
| 朋子                         | 逢原せりか                                                         | 華耀きらり                                | すみれ乃麗                        | 都姫ここ                           |
| 看護婦                       | 花丘美幸                                                           | 雫花ちな                                  | 愛白もあ                          | 雛リリカ                           |
| ジミー                       | 高千穂舞（宝塚） 高翔みず希（東京）                                | 望海風斗                                  | 愛月ひかる                        | 侑輝大弥                           |
| 大介                         | 大和悠河                                                           | -                                         | -                                 | -                                  |
| 橘子分                       | 大空祐飛 大鷹つばさ 華月あや（宝塚） 華路ゆうき（東京） あゆら華央 | 嶺乃一真 初輝よしや 煌雅あさひ 輝良まさと | 光海舞人 松風輝 月映樹茉 星吹彩翔 | 和礼彩 涼香希南 涼葉まれ 珀斗 星来 |
| 徳子                         | -                                                                  | 梅咲衣舞                                  | 千鈴まゆ                          | 稀奈ゆい                           |
| 島子                         | -                                                                  | 瞳ゆゆ                                    | 花里まな                          | 琴美くらら                         |
| TVスタッフ                   | -                                                                  | 真瀬はるか                                | -                                 | 春矢祐璃                           |
| すき焼き屋（焼肉屋）の女店主 | 甲斐千ひろ（宝塚） 城華阿月（東京）                                | 鞠花ゆめ                                  | 舞花くるみ                        | 雛リリカ                           |
| 玉美                         | 暁なぎさ（宝塚） 檀れい（東京）                                    | 月野姫花                                  | 妃宮さくら                        | 糸月雪羽                           |
| 芸者                         | -                                                                  | 菜那くらら 桜帆ゆかり                     | -                                 | 愛蘭みこ 稀奈ゆい                  |
| チーママ                     | 邦なつき                                                           | -                                         | 花露すみか                        | 真鳳つぐみ                         |
| スケバン                     | 南城ひかり 華景みさき                                              | -                                         | 結乃かなり 彩花まり               | 真鳳つぐみ 桜月のあ                |
| ホステス                     | 旭麻里 山吹紗世 南城ひかり 華景みさき                              | -                                         | 夢涼りあん 桜音れい 涼華まや      | 真鳳つぐみ 糸月雪羽 桜月のあ       |
| 殺陣師                       | 松波美鶴                                                           | -                                         | 星月梨旺                          | 春矢祐璃                           |
| 保険屋                       | 松波美鶴                                                           | -                                         | 春瀬央季                          | 龍季澪                             |
| 小夏の付き人                 | -                                                                  | -                                         | -                                 | 桜月のあ                           |